# Лин Хънт
Лин Хънт (на английски: Lynn Hunt) е американска историчка, професор по европейска история на Модерното време в Калифорнийския университет в Лос Анджелис. Известна е с изследванията си на Френската революция. Нейната книга от 2007 г., Inventing Human Rights, се приема за най-изчерпателния анализ на историята на Правата на човека. Президент на Асоциацията на историците в Америка (на английски: American Historical Association) през 2002 г.

## Биография
Родена е в Панама на 16 ноември 1945 г. Получава бакалавърска степен в Колежа Карлтън (1967), а магистърска степен (1968) и докторска (1973) в Станфордския университет. Темата на докторската ѝ дисертация е „Муниципалната революция от 1789 година в Труа и Реймс“, отпечатана като отделна монография в издателството на Станфордския университет през 1978 г. и отличена през 1980 г. с наградата Prix Albert Babeau of the Société Académique de l’Aube.
Преподава в Калифорнийския университет в Бъркли (1974-1987) и Пенсилванския университет (1987-1998). От 1999 г. е професор по история в Калифорнийския университет в Лос Анджелис.
През 1982 г. печели Гугенхаймова стипендия.
През 2014 г. е избрана за член-кореспондент на Британската академия.